# Томи Лоурънс
Томи Джонстън Лоурънс (на английски: Tommy Johnstone Lawrence;  р. 14 май 1940 г. – † 9 януари 2018 г.) е шотландски футболист. Известен е като вратар на английския отбор Ливърпул в периода 1950 – 1970 година.
Възпитаник на младежкия Ливърпул, подписва първия си професионален контракт на 30 октомври 1957 година. Заради килограмите си получава прякора си „Летящото прасе“, което получава от феновете на отбора, което, обаче, не пречи на Лоурънс да притежава достатъчните за един вратар реакции и отскокливост.
Той е пионер в Англия на позицията вратар-либеро в първия велик отбор на „Ливърпул“ с Бил Шенкли начело, а безстрашните му спасявания го нареждат сред най-големите имена на този пост на „Анфийлд“ редом до „Рей Клемънс“ и Брус Гробелар.
Играе за „мърсисайдци“ повече от триста мача, като става два пъти шампион на Англия и веднъж Купата на Англия, но през 1971 година е принуден да се махне, губейки от конкурента си Рей Клемънс. Той преминава в „Транмиър Роувърс“, където играе в следващите три години. След това защитава цветовете на любителския „Чорли“. За националния отбор на Шотландия изиграва три мача.
След завършване на футболната си кариера Лоурънс отива да работи в завод в отдел технически контрол, продължавайк да работи до пенсионирането си. През 2013 година феновете на Ливърпул включват Томи в топ-100 на играчите, които са произвели най-голямо впечатление в историята на клуба. Там той е поставен на 96-о място. На първо място се оказва Кени Далглиш.
Умира на 9 януари 2018 година на 77 години.

## Успехи
- Английска висша лига:
  -  Шампион (2): 1963/64 и 1965/66
- Купа на Англия:
  -  Носител (1): 1965 (2:1 срещу „Лийдс Юнайтед“)
- Купа на Чарити Шийлд:
  -  Носител (3): 1964, 1965 и 1966